# Campagna della Persia occidentale del 1730
La campagna della Persia occidentale del 1730 fu la campagna militare di Nadir combattuta contro i suoi nemici più temibili, i turchi ottomani, che si concluse ad ogni modo con una trionfante conquista. Il grande successo della sua spedizione, ad ogni modo, venne reso nullo quando lo scià Tahmasp II, invidioso dei successi militari del suo generale, decise di prendere personalmente il comando del teatro di guerra durante l'assenza di Nadir, costringendo un furioso Nadir a fare ritorno ed a rettificare la situazione costringendo Tahmasp in favore del figlio infante, Abbas III, di cui Nadir divenne il tutore ufficiale.

## L'occupazione ottomana
Gli ottomani erano entrati nelle regioni occidentali del paese all'inizio degli anni venti del Settecento quando l'invasione Hotak di Mahmud I venne lanciata contro lo Stato safavide. In un decisivo scontro presso Gulnabad, Mahmud Hotak condusse una vittoria a sorpresa contro l'esercito persiano, più grande ma pesantemente diviso al suo interno. La rotta dell'esercito imperiale gli permise di marciare sin verso la capitale Isfahan, espugnata dopo sei mesi di assedio che causarono miseria e vittime tra la popolazione. Durante il caos della detronizzazione dei safavidi, lo zarato di Russia e l'Impero ottomano colsero l'opportunità di annettere ai loro domini quanta più terra possibile con la Turchia ottomana che giunse ad annettere la Persia occidentale, dividendosi il Caucaso coi russi.
Presto i conquistatori Hotak installarono un nuovo sovrano nell'area nel quale Mahmud I venne rimpiazzato da un cugino particolarmente capace, Ashraf. Ashraf marciò ad ovest per bloccare ogni altra espansione ottomana. A livello diplomatico ad ogni modo gli ottomani promisero di riconoscere la linea di successione di Ashraf come legittimi scià di Persia in cambio del riconoscimento di Ashraf del dominio degli ottomani sul Caucaso e sulla Persia occidentale.
Nadir ed Ashraf si trovarono coinvolti in un conflitto testa a testa che avrebbe deciso il fato del paese e fu a quel punto che gli ottomani decisero di supportare Ashraf contro i lealisti safavidi, ben sapendo che i ribelli non avrebbero supportato le loro richieste. Malgrado il supporto dei turchi, Nadir continuava a distruggere le forze di Ashraf nei numerosi scontri che ristabilirono lo Stato safavide sotto il dominio nominale di Tahmasp II. I timori di Istanbul si realizzarono quando Nadir si dimostrò intenzionato a procedere alla liberazione dei territori dell'Impero persiano da poco perduti. Gli ottomani, presenti comunque da un decennio nell'area, diedero prova di voler a tutti i costi espellere i nemici del "loro" impero.

## Nadir marcia su Nahavand
Il 9 marzo 1730, l'esercito persiano uscì da Shiraz dopo aver celebrato il nuovo anno (Nowruz), e poi Nadir iniziò una rapida marcia forzata ad ovest nella speranza di sbilanciare le forze ottomane. Raggiungendo il villaggio occupato di Nahavand attraverso il Luristan, Nadir fece allontanare i turchi verso Hamadan, dove, recuperatisi dallo shock e dal panico, si raggrupparono e si presentarono nella valle di Malayer per dar battaglia ai persiani nella speranza di porre fine alla loro avanzata.

## La battaglia della valle di Malayer

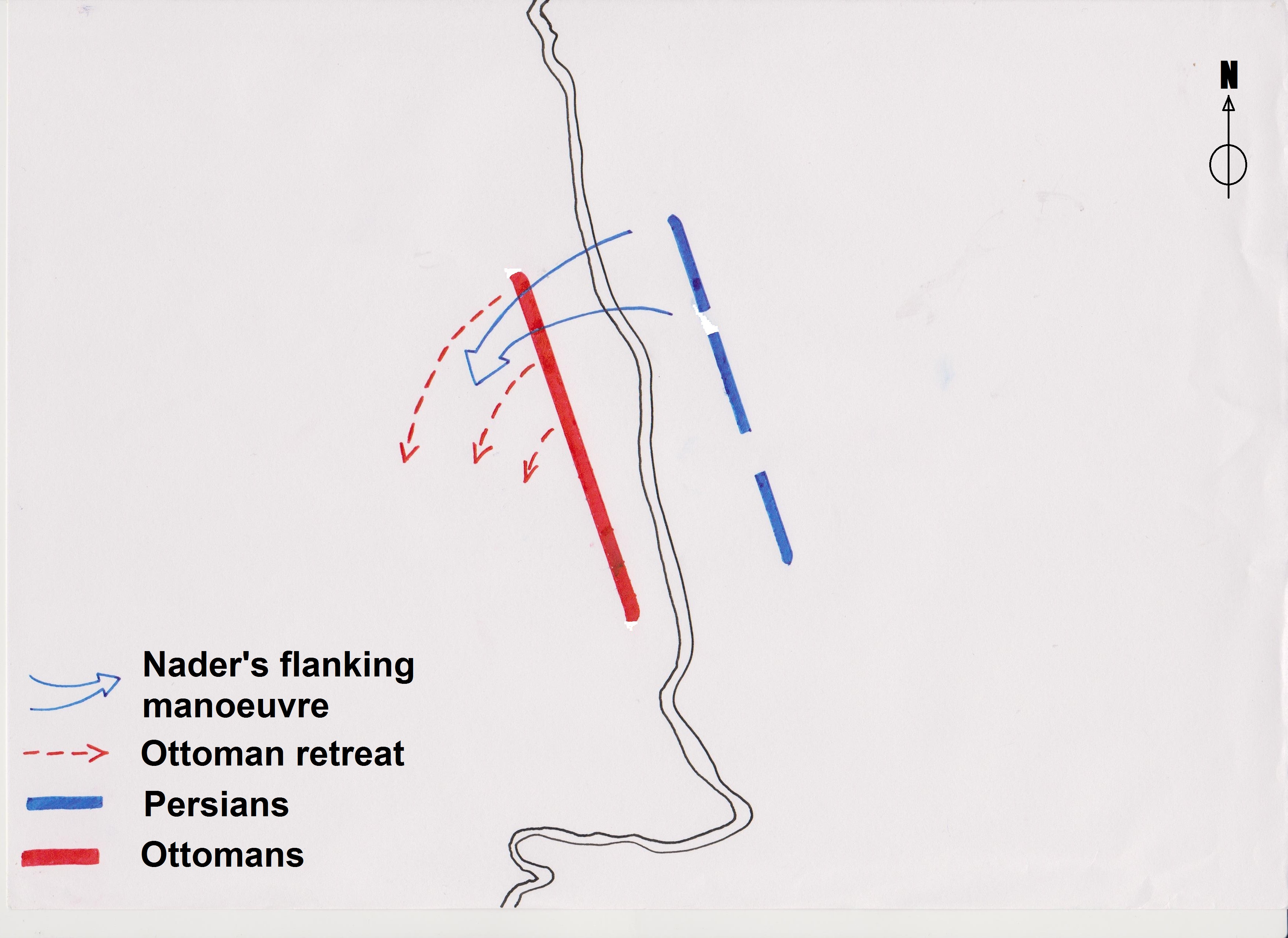
Schema militare della battaglia della valle di Malayer

Le forze ottomane si trovarono di fronte all'esercito persiano. Gli afghani opposti a Nadir erano già stati quasi completamente distrutti, compresi molti guerrieri a cavallo di portata eccezionale.
Ora Nadir si trovò di fronte un avversario che per certi versi rispecchiava l'esercito persiano per composizione nella struttura e per unità costituenti. I turchi si portarono in parallelo rispetto alla valle, mentre sull'altro fronte Nadir spiegò i suoi uomini in tre divisioni separate, ponendosi personalmente al centro. Quando le due armate giunsero a tiro di schioppo, le due parti iniziarono a sparare rispettivamente con tale veemenza che il fumo creato dagli schioppi e dall'artiglieria oscurò completamente la visuale di entrambe le parti. Nadir, tra la cortina di fumo, iniziò a rafforzare ed a preparare la sua ala destra.

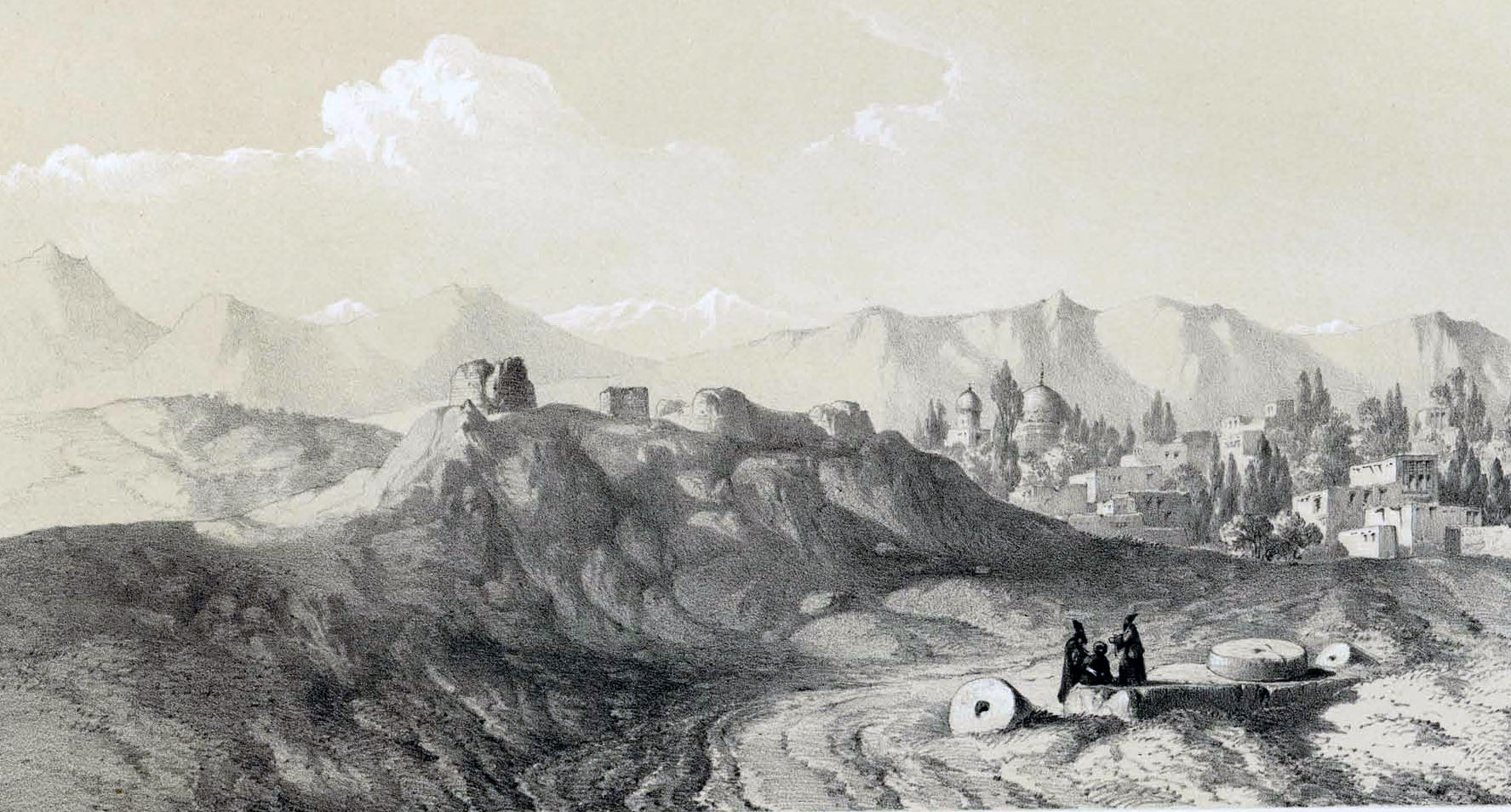
La battaglia della valle di Malayer aprì la strada verso Hamadan

Nadir diede l'ordine di al suo fianco destro di avanzare. I persiani apparvero tra le nuvole di fumo verso gli ottomani che non si aspettavano l'apparire del nemico. Dopo alcune ore di intensi combattimenti con gli ottomani che tentarono di salvare il salvabile. Quando il fianco destro persiano prese in pieno il fianco sinistro turco e uccise il portabandiera ottomano questo fatto demoralizzò l'armata turca e la cavalleria persiana tagliò la fuga a molti nemici facendo diversi prigionieri. Si ottenne una chiara vittoria, aprendo a Nadir la strada verso Hamadan.

## I perni di Nadir a nord
Dopo la liberazione di Hamadan coi suoi 10 000 soldati prigionieri, Nadir prese Kermanshah, liberando gran parte della Persia occidentale dal dominio ottomano. Abbandonando le posizioni fortificate, mosse il suo esercito in Azerbaijan, dove prese Tabriz il 12 agosto, schiacciando un'armata inviata (troppo tardi) per rinforzare la città. I turchi prigionieri vennero trattati con rispetto, e Nadir in persona liberò molti funzionari del nemico affidando loro dei messaggi di pace da riportare a Costantinopoli. In una campagna più leggera, Nadir aveva incorporato così tutte le province dell'entroterra persiano.